# The Girl I Like Forgot Her Glasses
The Girl I Like Forgot Her Glasses (jap. 好きな子がめがねを忘れた Suki na ko ga megane o wasureta) – manga autorstwa Kōme Fujichiki, publikowana na łamach magazynu „Gekkan Gangan Joker” wydawnictwa Square Enix od listopada 2018 do kwietnia 2024. Na jej podstawie studio GoHands wyprodukowało serial anime, który emitowano od lipca do września 2023.

## Fabuła
Kaede Komura żywi uczucia wobec swojej koleżanki z ławki Ai Mie, która z powodu krótkowzroczności nosi okulary. Jednak pewnego dnia Kaede zauważa, że oczy Ai są dziwnie zmrużone, a okularów nie ma. Okazuje się, że dziewczyna ma tendencję do zapominania okularów, co z kolei powoduje, że ma trudności z funkcjonowaniem w szkole. Na szczęście Kaede jest bardziej niż chętny, aby jej pomóc. Gdy Ai zaczyna na nim polegać, uczucia Kaede wobec niej rosną jeszcze bardziej. Podobnie, pomimo swojej wady wzroku, Kaede powoli staje się osobą, którą Ai zawsze ma nadzieję zobaczyć.

## Bohaterowie
- Kaede Komura (jap. 小村 楓 Komura Kaede)

Seiyū: Masahiro Itō 
Nieśmiały, dobroduszny gimnazjalista, który od pierwszych dni szkoły podkochuje się w Mie, ale z powodu strachu przed odrzuceniem trudno mu wyznać miłość. Uwielbia grać w gry, zwłaszcza te w salonach gier. Jest opisywany przez Mie jako miły i pomocny jak jej ojciec. Podobno po raz pierwszy spotkali się w lodziarni, kiedy oboje mieli 8 lat.
- Ai Mie (jap. 三重 あい Mie Ai)

Seiyū: Shion Wakayama 
Roztargniona gimnazjalistka, która zawsze zapomina okularów. Udaje jej się dotrzeć do szkoły bez okularów, ponieważ jej dom znajduje w pobliżu. Czasami mówi jak wojownik, co zostało jej przekazane przez ojca. Uwielbia odwiedzać oceanarium i uczyć się o morskich stworzeniach. Zawsze, gdy zapomni swoich okularów, traci percepcję odległości, przez co ma tendencję do pochylania się blisko Komury, aby wyraźnie zobaczyć jego twarz, co sprawia, że chłopak się rumieni.
- Azuma Ren (jap. 連 東 Ren Azuma)

Seiyū: Ryōhei Kimura 
Kolega Komury i Mie z klasy. Jest popularnym dzieckiem w szkole. Ze względu na swój wygląd i łagodność często otrzymuje wyznania od dziewczyn, które zawsze uprzejmie odrzuca. Czasami stara się pomóc Mie, co sprawia, że Komura czuje się zazdrosny i niepewny siebie.
- Narumi Someya (jap. 染谷 成海 Someya Narumi)

Seiyū: Shino Shimoji 
Koleżanka Komury i Mie z klasy. Jest dziewczyną z warkoczami, która przy kilku okazjach wywołuje w Mie uczucie zazdrości, gdyż czasem Komura próbuje jej pomóc, albo przypadkowo zbytnio się do niej zbliża.
- Tomo Yasaka (jap. 八坂 智 Yasaka Tomo)

Seiyū: Yūsuke Kobayashi 
Jeden z najbliższych przyjaciół Komury. Regularnie przyłapuje go na gapieniu się na Mie.
- Asuka Kawato (jap. 川戸 あすか Kawato Asuka)

Seiyū: Aya Uchida 
Jedna z najbliższych przyjaciółek Mie, która często towarzyszy jej w drodze do szkoły.
- Yuika Hibuchi (jap. 火渕 結衣花 Hibuchi Yuika)

Seiyū: Saki Miyashita 
Koleżanka Komury i Mie z klasy. Ma słaby wzrok podobnie jak Mie. Podczas festiwalu sportowego pomaga jej w założeniu soczewek kontaktowych.
- Tokita (jap. 時田)

Seiyū: Kentarō Tone 
Kolega Komury i Mie z klasy. Nosi okulary i ma pucułowaty wygląd.
- Ise (jap. 伊勢)

Były kolega Mie z klasy. Kradł jej okulary, kiedy byli w podstawówce.

## Manga
Seria początkowo była publikowana jako komiks internetowy na Twitterze Kōme Fujichiki. Później manga zaczęła ukazywać się w magazynie „Gekkan Gangan Joker”, gdzie była wydawana od 22 listopada 2018 do 22 kwietnia 2024. Wydawnictwo Square Enix zebrało jej rozdziały w 12 tankōbonach, które ukazywały się od 22 lutego 2019 do 20 czerwca 2024.
| Nr | Data wydania (język japoński) | ISBN (język japoński)  |
| -- | ----------------------------- | ---------------------- |
| 1  | 22 lutego 2019                | ISBN 978-4-7575-6026-0 |
| 2  | 22 czerwca 2019               | ISBN 978-4-7575-6169-4 |
| 3  | 22 listopada 2019             | ISBN 978-4-7575-6395-7 |
| 4  | 22 lutego 2020                | ISBN 978-4-7575-6531-9 |
| 5  | 22 maja 2020                  | ISBN 978-4-7575-6668-2 |
| 6  | 22 października 2020          | ISBN 978-4-7575-6911-9 |
| 7  | 22 kwietnia 2021              | ISBN 978-4-7575-7208-9 |
| 8  | 21 października 2021          | ISBN 978-4-7575-7502-8 |
| 9  | 22 czerwca 2022               | ISBN 978-4-7575-7973-6 |
| 10 | 20 stycznia 2023              | ISBN 978-4-7575-8351-1 |
| 11 | 22 lipca 2023                 | ISBN 978-4-7575-8677-2 |
| 12 | 20 czerwca 2024               | ISBN 978-4-7575-9167-7 |

## Anime
Telewizyjny serial anime w oparciu o mangę został zapowiedziany 13 stycznia 2023. Za produkcję odpowiada studio GoHands, za reżyserię zaś Katsumasa Yokomine i Susumu Kudo. Scenariusz napisał Tamazo Yanagi, postacie zaprojektował Takayuki Uchida, natomiast muzykę skomponował Jimmy Thumb P. Seria była emitowana od 4 lipca do 26 września 2023 w Tokyo MX i innych stacjach. Motywem otwierającym jest „Name” autorstwa Tsuzuri, końcowym zaś „Megane Go Round” w wykonaniu grupy Masayoshi ga megane wo wasureta, w skład której wchodzą Masayoshi Ōishi, Masahiro Itō i Shion Wakayama. Prawa do streamingu serii nabył Crunchyroll.

### Lista odcinków
| №  | Tytuł | Premiera         |
| -- | --- | ---------------- |
| 1  | The Girl I Like Forgot Her Glasses Suki na ko ga megane o wasureta (好きな子がめがねを忘れた)                          | 4 lipca 2023     |
| 2  | The Girl I Like Asked Me Out Suki na ko ni yobidasareta (好きな子に呼び出された)                                       | 11 lipca 2023    |
| 3  | The Girl I Like Picked Up a Love Letter Suki na ko ga rabu retā o hirotta (好きな子がラブレターを拾った)               | 18 lipca 2023    |
| 4  | I Chose a Pair of Glasses for the Girl I Like Suki na ko no megane o eranda (好きな子のめがねを選んだ)                 | 25 lipca 2023    |
| 5  | I Met with the Girl I Like on Valentine’s Day Suki na ko to barentain dē ni atta (好きな子とバレンタインデーに会った)  | 1 sierpnia 2023  |
| 6  | The Girl I Like and I Welcomed the New School Term Suki na ko to shin gakki o mukaeta (好きな子と新学期を迎えた)       | 8 sierpnia 2023  |
| 7  | I Brought Home the Girl I Like’s Glasses Suki na ko no megane o motte kaetta (好きな子のめがねを持って帰った)          | 15 sierpnia 2023 |
| 8  | The Girl I Like and I Saw a Confession Together Suki na ko to kokuhaku o miteshimatta (好きな子と告白を見てしまった)   | 22 sierpnia 2023 |
| 9  | I Went on a Field Trip with the Girl I Like Suki na ko to kōgai gakushū ni itta (好きな子と校外学習に行った)           | 29 sierpnia 2023 |
| 10 | The Girl I Like Had a Request Suki na ko ni onegai sareta (好きな子にお願いされた)                                     | 5 września 2023  |
| 11 | On the Day of the Cultural Festival, The Girl I Like and I... Suki na ko to bunkasai no hi ni (好きな子と文化祭の日に) | 12 września 2023 |
| 12 | I Wanted to Practice Cooking with the Girl I Like Suki na ko to chōri jisshū shitakatta (好きな子と調理実習したかった) | 19 września 2023 |
| 13 | The Girl I Like and I Made a Promise Suki na ko to yakusoku o shita (好きな子と約束をした)                             | 26 września 2023 |

## Odbiór
Seria zajęła 12. miejsce w konkursie Next Manga Award 2019 w kategorii manga drukowana. W sierpniu 2023 manga liczyła w obiegu ponad milion egzemplarzy.